# Dichomeris offula
Dichomeris offula is een vlinder uit de familie van de tastermotten (Gelechiidae). De wetenschappelijke naam van de soort is voor het eerst geldig gepubliceerd in 1986 door Hodges.

## Type
- holotype: "male, 19.VI.1937. G. Franclemont. USNM Genitalia Slide No. 9280"
- instituut: USNM
- typelocatie: "USA, New York, Ithaca"[3]